# Compsomera nigricollis
Compsomera nigricollis är en skalbaggsart som beskrevs av Charles Joseph Gahan 1890. Compsomera nigricollis ingår i släktet Compsomera och familjen långhorningar. Inga underarter finns listade i Catalogue of Life.